# Úvěrová expanze
Jako úvěrová expanze bývá označová situace, kdy v dané ekonomice dochází k růstu úvěrů nad rámec úspor.
V systému bankovnictví částečných rezerv mají komerční banky možnost fakticky vytvářet nové peníze. Banka je povinna držet minimální rezervy pouze ve stanovené výši, která není 100%. Pokud tedy subjekt A uloží u banky 100 peněz, ta (za předpokladu, že musí držet 10% rezervy) si 10 ponechá a 90 dále půjčí subjektu B. Subjekt A má nárok na 100 peněz a subjekt B na 90, efektivně tedy vzniklo 90 nových peněz. Jak je vidět, tyto nové peníze byly poskytnuty prostřednictvím úvěru. Situace, kdy dojde k masivnímu nárůstu takto vytvořených úvěrů, nazýváme úvěrovou expanzí.
Během úvěrové expanze zároveň dochází k poklesu tržní úrokové míry. Vyšší nabídka úvěrů totiž vede banky ke snižování úrokové míry ve snaze přilákat zákazníky. Nově tak mohou být pomocí úvěrů financovány ty investice, které dříve nebyly ziskové. Nižší úroková míra zlevňuje investice v proporci k jejich délce.
Zastánci Rakouské školy věří, že je to právě úvěrová expanze, která vede k hospodářskému cyklu. Celý proces detailně popisuje Rakouská teorie hospodářského cyklu.